# ОШ „Миладин Поповић” Приштина
Основна школа „Миладин Поповић” (алб. Shkolla fillore „Miladin Popoviq”) у Приштини била је образовна установа која је до јуна 1999. године функционисала у систему Републике Србије. Налазила се у улици Светозара Марковића. 

## Историја
Основна школа „Миладин Поповић” је основана 1955. године у Приштини и првобитно је била смештена у згради некадашње средње техничке школе, а касније гимназије. Школа ће добити своју зграду 28. маја 1962. године када ће се и преселити у новим просторијама које ће користити до половине 1999. године.
Школа је добила име по Миладину Поповићу комунистичком револуционару и једном од организатора Народноослободилачке борбе на Косову и Метохији и ослободилачке борбе у Албанији.
Школа је имала и своја истурена одељења, од првог до четвртог разреда, у насељу Којловица које се налази на око 4 километра удаљености од центра Приштине.
Почетком 90-их просветни радници и ђаци албанске националности напуштају школу и образовни систем Републике Србије и оснивају паралелну основну школу која ће радити изван закона тадашње Републике Србије.
Са почетком НАТО агресије на Савезну Републику Југославију рад свих школа је обустављен. Просветни кадар и ђаци српске националости јуна 1999. године напуштају Приштину, а школа више никада није обновила своје функицонисање у образовном систему Републике Србије.
Након рата на Косову и Метохији 1999. године у просторијама школске зграде се органзиује рад основне школе „Петар Богдани” (алб. Pjetër Bogdani). Школа ради по косовском образовном систему, а настава се изводи на албнаском језику.